# اللوفر - ريفولي (مترو باريس)
اللوفر - ريفولي (بالفرنسية: Louvre – Rivoli)‏ هي محطة مترو تابعة لمترو باريس تقع في فرنسا في الدائرة الأولى في باريس.[بحاجة لمصدر]

## معرض صور

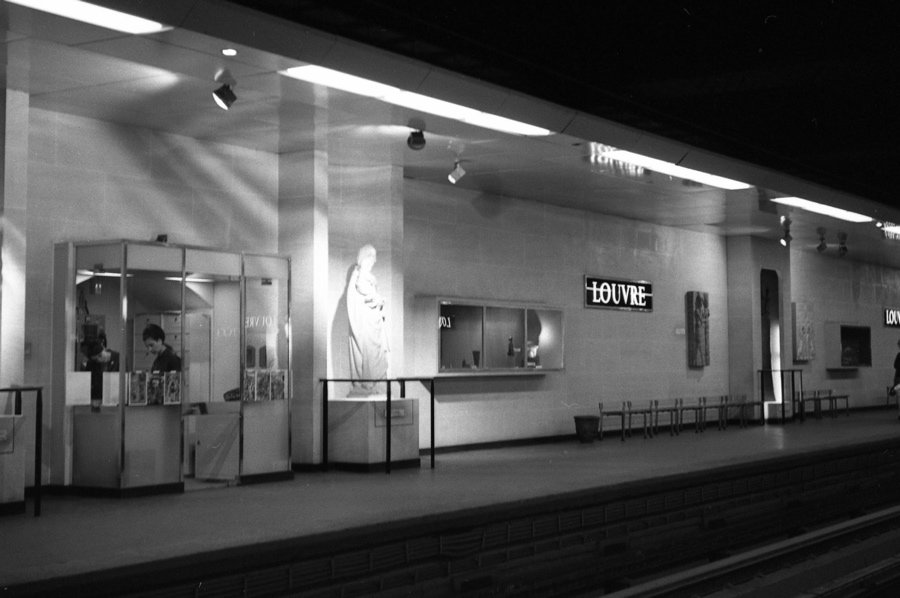
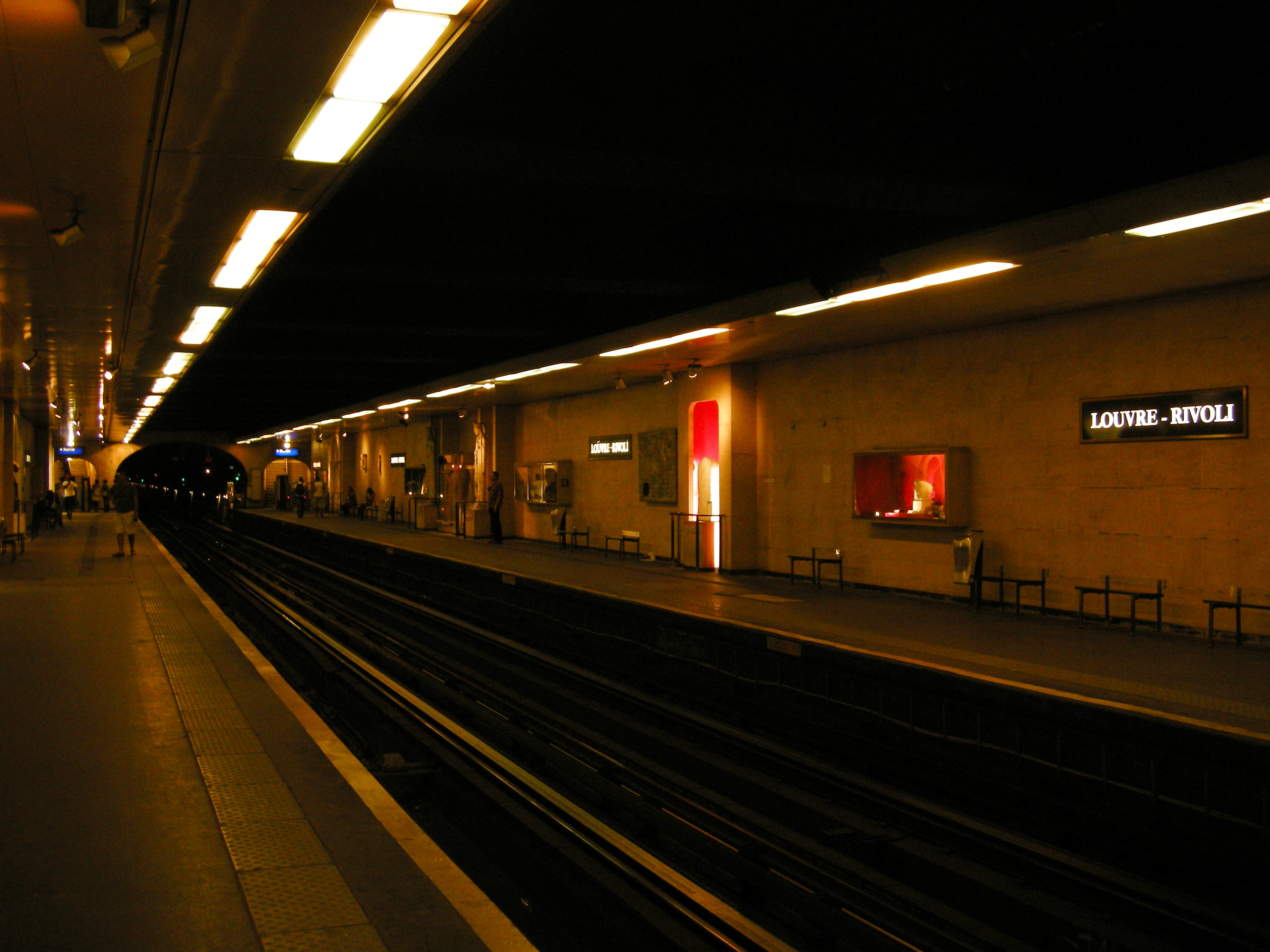
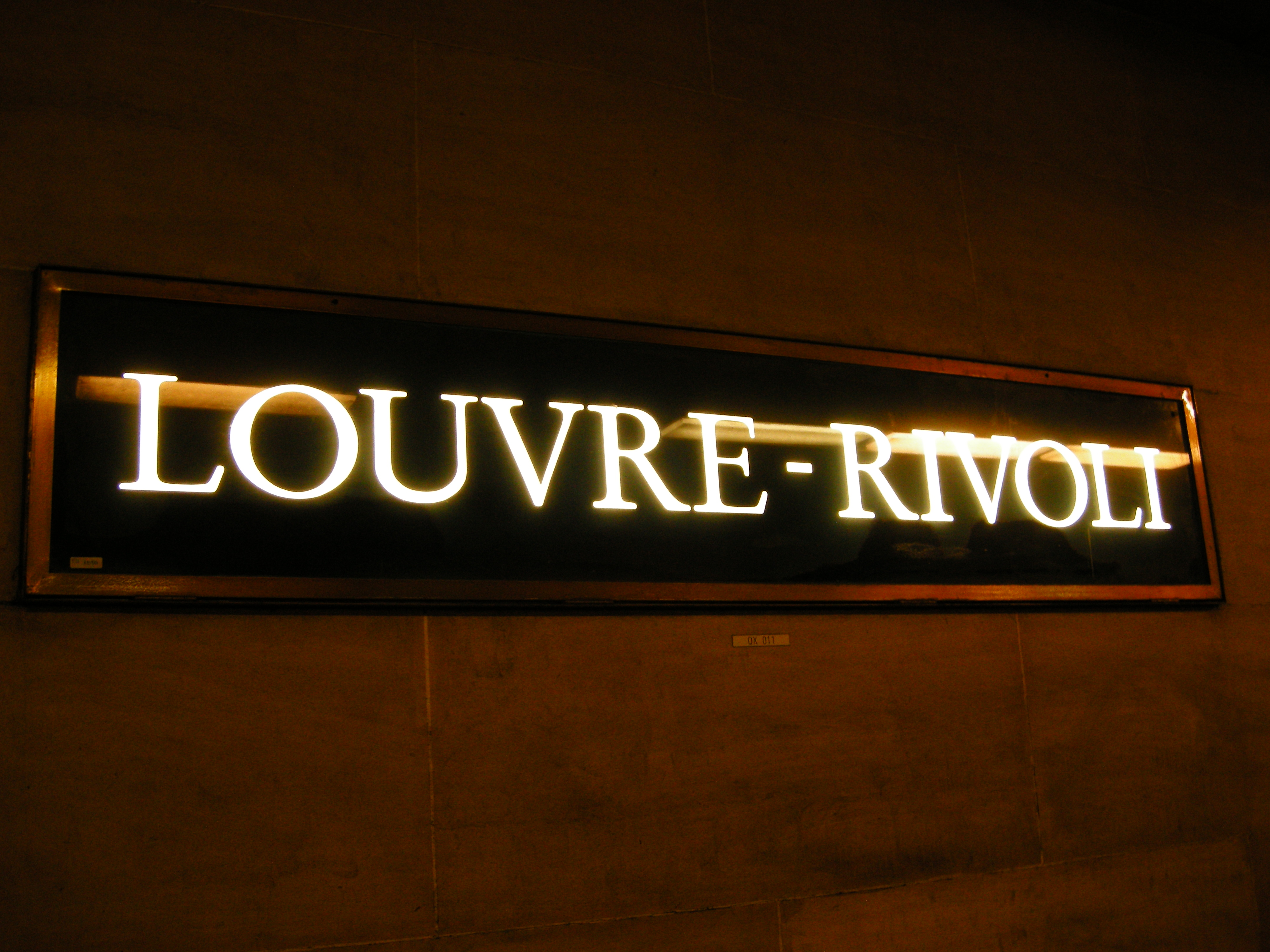